# Badische Schneckensuppe
La Badische Schneckensuppe est une spécialité méridionale typique de la cuisine allemande. C'est une soupe emblématique de la gastronomie badoise qui rappelle la cuisine française car son ingrédient principal est un escargot dont la variété s'appelle Helix pomatia (allemand : Weinbergschnecke qui signifie « Escargot des vignes »), et qui n'existe guère dans les autres régions allemandes en dehors du pays de Bade. Des échalotes peuvent aussi être utilisées (ces deux ingrédients sont très rares dans la cuisine allemande).
La soupe est servie chaude.

## Caractéristiques
Le Badische Schneckensuppe peut être traduit de l'allemand par « soupe aux escargots du Pays-de-Bade ». Il s'agit en fait d'un bouillon à base d'escargots préparé avec des poireaux, des échalotes, des carottes, du céleri, le tout sauté dans du beurre et aromatisé avec du cerfeuil finement haché additionné de vin blanc. La soupe est généralement accompagnée d'un vin blanc du Pays de Bade.